# Carol Aviaga
Carol Aviaga (Barriga Negra, 14 de agosto de 1970) es una enfermera, instrumentista de block quirúrgico y política uruguaya. Perteneciente al Partido Nacional.

## Biografía
Oriunda de Barriga Negra, paraje rural del departamento de Lavalleja, influenciado por orígenes vascos donde se asentó hace más de 150 años la familia Aviaga. Estudió en el Liceo Eduardo Fabini de Minas, Lavalleja.
Carol Aviaga se casó con apenas 18 años y fue madre de Camila y Rodrigo. Su hija mayor quedó pronto sorda, y toda su vida Aviaga se dedicó a luchar por la salud de ella.
Fundó la agrupación "Nueva Patria Blanca" junto a Luis Alberto Lacalle Herrera. Fue también fundadora de Aire Fresco, sector encabezado por Luis Alberto Lacalle Pou, y con las listas 100 y 400 fue elegida directora general de servicios sociales de la intendencia de Lavalleja en la gestión del  Herman Vergara (período 2000-2005). Fue de las primeras dirigentes en sumarse al liderazgo del novel diputado Luis Lacalle Pou, quien hoy es líder del Partido Nacional. 
En el periodo 2009-2014 ocupó un asiento en el Directorio del Partido Nacional. También ha sido una activa opositora al proyecto Aratirí de megaminería a cielo abierto. Aviaga se ha enfrentado al avance de la megaminería y la implementación de agrotòxicos en el Uruguay. 
En las elecciones nacionales de 2014, Aviaga fue elegida al Senado. en el sexto lugar de la lista que apoyó a Luis Alberto Lacalle Pou; es una de las senadoras más noveles de la legislatura.
En su actividad parlamentaria se dedicó a la elaboración de un proyecto de ley relativo a delitos ambientales y territoriales y también denunció la problemática de la contaminación de personas con glifosato en el medio rural.
Aviaga se postula a la Intendencia de Lavalleja en las elecciones departamentales de 2020.